# Marie-Stella Boussemart
 (juillet 2025).
Motif : Notoriété?
- Archive Wikiwix
- Bing
- Cairn
- DuckDuckGo
- E. Universalis
- Gallica
- Google
- G. Books
- G. News
- G. Scholar
- Persée
- Qwant
- (zh) Baidu
- (ru) Yandex
- (wd) trouver des œuvres sur Wikidata

| 1. | Préciser le motif de la pose du bandeau. | Précisez le motif de la pose du bandeau en utilisant la syntaxe suivante : {{admissibilité à vérifier\|date=août 2025\|motif=remplacez ce texte par le motif}}                               |
| 2. | Informer les utilisateurs concernés.     | Pensez à avertir le créateur de l'article, par exemple, en insérant le code ci-dessous sur sa page de discussion : {{subst:avertissement admissibilité à vérifier\|Marie-Stella Boussemart}} |

Pour les articles homonymes, voir Boussemart.
Marie-Stella Boussemart (née en 1954), est une nonne du bouddhisme tibétain guéloug et tibétologue française.  

## Biographie
En 1978-1979, elle reçoit des enseignements de Guéshé Sonam Gyaltsèn durant huit mois au monastère de Gandèn Jangtsé à Mundgod, Karnataka.
Marie-Stella Boussemart a étudié à l’Institut des langues orientales (Inalco) le japonais, et obtient une maîtrise, et le tibétain. Elle soutient un DEA de tibétologie le 26 octobre 1993 intitulé rJe shes rab seng ge (1382-1445) : initiateur de la communauté tantrique dge lugs pa à l'Inalco sous la direction de Samten G. Karmay avec dans son jury  Anne-Marie Blondeau.
Le 10 janvier 1997, elle soutient sa thèse intitulée Le monastère tantrique rGyud-smad grva-tshang : ses origines, son influence au sein de l'école dge-lugs-pa, son organisation à l'Inalco sous la direction de Samten G. Karmay, avec dans son jury  Anne-Marie Blondeau. 
Membre de la congrégation Ganden Ling à Veneux-les-Sablons, fondée en 1978 par Dagpo Rinpoché, l’un des premiers maîtres bouddhistes tibétains à s'installer en France, auprès de qui elle étudie depuis 1973 et dont elle est traductrice depuis 1979, elle prend les vœux de nonne gelugpa en 1997,.
Secrétaire générale de l’Union bouddhiste de France, elle en est élue présidente le 31 mai 2012 , une fonction qu'elle exerce jusqu'en mars 2015.
Lors des auditions parlementaires dans le cadre du débat sur le mariage pour tous, en 2012 et 2013, elle est la seule femme assurant la représentation d'un culte. Au contraire des autres représentants, elle se montre plutôt favorable à la réforme.

## Décorations
- Chevalier de l'ordre national du Mérite, 14 novembre 2012

## Traductions
- Mort, état intermédiaire et naissance, Enseignement oral donné par Dagpo Rimpotché, 29 et 30 juin 1985, Pagode de Vincennes, Editions Guépélé.
- Dalaï-Lama, Tant que durera l'espace, préface Guéshé Lobsang Tengyé, Albin Michel, Paris, 1996,  (ISBN 2226085076)
- Dagpo Rimpotché, Le calme mental (1993), éd. Vajra Yogini, 2002, 60 p,  (ISBN 2-911582-13-6)

## Livre
- Dromteunpa, l'humble yogi ou le renouveau du bouddhisme au Tibet du XIe siècle, Vajra Yogini, 1999,  (ISBN 2-911582-08-X)